# REO Speedwagon/Diskografie
Diese Diskografie ist eine Übersicht über die musikalischen Werke der US-amerikanischen Rockband REO Speedwagon. Den Schallplattenauszeichnungen zufolge hat sie bisher mehr als 28,4 Millionen Tonträger verkauft, davon alleine in ihrer Heimat über 26,5 Millionen. Ihre erfolgreichste Veröffentlichung ist das Studioalbum Hi Infidelity mit über 10,5 Millionen verkauften Einheiten.

## Alben

### Studioalben
| Jahr | Titel Musiklabel                                                                 | Höchstplatzierung, Gesamtwochen, AuszeichnungChartplatzierungen (Jahr, Titel, Musiklabel, Platzierungen, Wochen, Auszeichnungen, Anmerkungen) | Höchstplatzierung, Gesamtwochen, AuszeichnungChartplatzierungen (Jahr, Titel, Musiklabel, Platzierungen, Wochen, Auszeichnungen, Anmerkungen) | Höchstplatzierung, Gesamtwochen, AuszeichnungChartplatzierungen (Jahr, Titel, Musiklabel, Platzierungen, Wochen, Auszeichnungen, Anmerkungen) | Höchstplatzierung, Gesamtwochen, AuszeichnungChartplatzierungen (Jahr, Titel, Musiklabel, Platzierungen, Wochen, Auszeichnungen, Anmerkungen) | Höchstplatzierung, Gesamtwochen, AuszeichnungChartplatzierungen (Jahr, Titel, Musiklabel, Platzierungen, Wochen, Auszeichnungen, Anmerkungen) | Anmerkungen                             |
| Jahr | Titel Musiklabel                                                                 | DE | AT | CH | UK | US | Anmerkungen                             |
| ---- | -------------------------------------------------------------------------------- | --- | --- | --- | --- | --- | --------------------------------------- |
| 1971 | R.E.O. Speedwagon Epic Records (CBS)                                             | — | — | — | — | — | Erstveröffentlichung: Oktober 1971      |
| 1972 | T.W.O. Epic Records (CBS)                                                        | — | — | — | — | US— GoldUS | Erstveröffentlichung: Dezember 1972     |
| 1973 | Ridin’ the Storm Out Epic Records (CBS)                                          | — | — | — | — | US171 Platin · (8 Wo.)US | Erstveröffentlichung: 21. Dezember 1973 |
| 1974 | Lost in a Dream Epic Records (CBS)                                               | — | — | — | — | US98 (14 Wo.)US | Erstveröffentlichung: Oktober 1974      |
| 1975 | This Time We Mean It Epic Records (CBS)                                          | — | — | — | — | US74 (10 Wo.)US | Erstveröffentlichung: Juli 1975         |
| 1976 | R.E.O. Epic Records (CBS)                                                        | — | — | — | — | US159 (5 Wo.)US | Erstveröffentlichung: Juni 1976         |
| 1978 | You Can Tune a Piano, But You Can’t Tuna Fish Epic Records (CBS)                 | — | — | — | — | US29 ×2Doppelplatin · (48 Wo.)US | Erstveröffentlichung: 16. März 1978     |
| 1979 | Nine Lives Epic Records (CBS)                                                    | — | — | — | — | US33 Gold · (23 Wo.)US | Erstveröffentlichung: 20. Juli 1979     |
| 1980 | Hi Infidelity Epic Records (CBS)                                                 | DE18 (25 Wo.)DE | — | — | UK6 Silber · (29 Wo.)UK | US1 Diamant · (101 Wo.)US | Erstveröffentlichung: 21. November 1980 |
| 1982 | Good Trouble Epic Records (CBS)                                                  | DE17 (12 Wo.)DE | — | — | UK29 (7 Wo.)UK | US7 Platin · (24 Wo.)US | Erstveröffentlichung: 11. Juni 1982     |
| 1984 | Wheels Are Turnin’ Epic Records (CBS)                                            | — | — | — | — | US7 ×2Doppelplatin · (49 Wo.)US | Erstveröffentlichung: 5. November 1984  |
| 1987 | Life As We Know It Epic Records (CBS)                                            | — | — | — | — | US28 Gold · (48 Wo.)US | Erstveröffentlichung: 6. Februar 1987   |
| 1990 | The Earth, a Small Man, His Dog and a Chicken Epic Records (CBS)                 | — | — | CH38 (3 Wo.)CH | — | US129 (8 Wo.)US | Erstveröffentlichung: 30. August 1990   |
| 1996 | Building the Bridge Castle Records (Castle)                                      | — | — | — | — | — | Erstveröffentlichung: 9. Juli 1996      |
| 2007 | Find Your Own Way Home Speedwagon Recordings (Speedwagon)                        | — | — | — | — | — | Erstveröffentlichung: 3. April 2007     |
| 2009 | Not So Silent Night … Christmas with REO Speedwagon Speedwagon Recordings (Sony) | — | — | — | — | — | Erstveröffentlichung: 3. November 2009  |

grau schraffiert: keine Chartdaten aus diesem Jahr verfügbar

### Livealben
| Jahr | Titel Musiklabel                                   | Höchstplatzierung, Gesamtwochen, AuszeichnungChartplatzierungen (Jahr, Titel, Musiklabel, Platzierungen, Wochen, Auszeichnungen, Anmerkungen) | Höchstplatzierung, Gesamtwochen, AuszeichnungChartplatzierungen (Jahr, Titel, Musiklabel, Platzierungen, Wochen, Auszeichnungen, Anmerkungen) | Höchstplatzierung, Gesamtwochen, AuszeichnungChartplatzierungen (Jahr, Titel, Musiklabel, Platzierungen, Wochen, Auszeichnungen, Anmerkungen) | Höchstplatzierung, Gesamtwochen, AuszeichnungChartplatzierungen (Jahr, Titel, Musiklabel, Platzierungen, Wochen, Auszeichnungen, Anmerkungen) | Höchstplatzierung, Gesamtwochen, AuszeichnungChartplatzierungen (Jahr, Titel, Musiklabel, Platzierungen, Wochen, Auszeichnungen, Anmerkungen) | Anmerkungen                     |
| Jahr | Titel Musiklabel                                   | DE | AT | CH | UK | US | Anmerkungen                     |
| ---- | -------------------------------------------------- | --- | --- | --- | --- | --- | ------------------------------- |
| 1977 | Live: You Get What You Play For Epic Records (CBS) | — | — | — | — | US72 Platin · (50 Wo.)US | Erstveröffentlichung: März 1977 |

grau schraffiert: keine Chartdaten aus diesem Jahr verfügbar
Weitere Livealben
- 1978: Live Again

### Kompilationen
| Jahr | Titel Musiklabel                                              | Höchstplatzierung, Gesamtwochen, AuszeichnungChartplatzierungen (Jahr, Titel, Musiklabel, Platzierungen, Wochen, Auszeichnungen, Anmerkungen) | Höchstplatzierung, Gesamtwochen, AuszeichnungChartplatzierungen (Jahr, Titel, Musiklabel, Platzierungen, Wochen, Auszeichnungen, Anmerkungen) | Höchstplatzierung, Gesamtwochen, AuszeichnungChartplatzierungen (Jahr, Titel, Musiklabel, Platzierungen, Wochen, Auszeichnungen, Anmerkungen) | Höchstplatzierung, Gesamtwochen, AuszeichnungChartplatzierungen (Jahr, Titel, Musiklabel, Platzierungen, Wochen, Auszeichnungen, Anmerkungen) | Höchstplatzierung, Gesamtwochen, AuszeichnungChartplatzierungen (Jahr, Titel, Musiklabel, Platzierungen, Wochen, Auszeichnungen, Anmerkungen) | Anmerkungen                              |
| Jahr | Titel Musiklabel                                              | DE | AT | CH | UK | US | Anmerkungen                              |
| ---- | ------------------------------------------------------------- | --- | --- | --- | --- | --- | ---------------------------------------- |
| 1980 | A Decade of Rock and Roll 1970 to 1980 Epic Records (CBS)     | — | — | — | — | US55 Platin · (34 Wo.)US | Erstveröffentlichung: April 1980         |
| 1988 | The Hits Epic Records (CBS)                                   | — | — | — | UK— SilberUK | US56 ×4Vierfachplatin · (22 Wo.)US | Erstveröffentlichung: 18. Mai 1988       |
| 1991 | The Second Decade of Rock & Roll 1981–1991 Epic Records (CBS) | — | — | — | — | US108 Gold · (9 Wo.)US | Erstveröffentlichung: 24. September 1991 |

grau schraffiert: keine Chartdaten aus diesem Jahr verfügbar
Weitere Kompilationen
- 1985: Best Foot Forward
- 1991: Keep On Loving You – Best (1978–86, Zounds, alle Titel digital remastert)
- 2000: Take It on the Run – The Best Of (UK: Gold)
- 2001: Extended Versions (US: Gold)

## Singles
| Jahr | Titel Album                                                         | Höchstplatzierung, Gesamtwochen, AuszeichnungChartplatzierungen (Jahr, Titel, Album, Platzierungen, Wochen, Auszeichnungen, Anmerkungen) | Höchstplatzierung, Gesamtwochen, AuszeichnungChartplatzierungen (Jahr, Titel, Album, Platzierungen, Wochen, Auszeichnungen, Anmerkungen) | Höchstplatzierung, Gesamtwochen, AuszeichnungChartplatzierungen (Jahr, Titel, Album, Platzierungen, Wochen, Auszeichnungen, Anmerkungen) | Höchstplatzierung, Gesamtwochen, AuszeichnungChartplatzierungen (Jahr, Titel, Album, Platzierungen, Wochen, Auszeichnungen, Anmerkungen) | Höchstplatzierung, Gesamtwochen, AuszeichnungChartplatzierungen (Jahr, Titel, Album, Platzierungen, Wochen, Auszeichnungen, Anmerkungen) | Anmerkungen                             |
| Jahr | Titel Album                                                         | DE | AT | CH | UK | US | Anmerkungen                             |
| ---- | ------------------------------------------------------------------- | --- | --- | --- | --- | --- | --------------------------------------- |
| 1971 | Sophisticated Lady R.E.O. Speedwagon                                | — | — | — | — | — | Erstveröffentlichung: 10. Januar 1971   |
| 1972 | 157 Riverside Avenue R.E.O. Speedwagon                              | — | — | — | — | — | Erstveröffentlichung: 21. März 1972     |
| 1972 | Lay Me Down R.E.O. Speedwagon                                       | — | — | — | — | — | Erstveröffentlichung: 28. Juni 1972     |
| 1973 | Little Queenie T.W.O.                                               | — | — | — | — | — | Erstveröffentlichung: 23. März 1973     |
| 1973 | Ridin’ the Storm Out                                                | — | — | — | — | — | Erstveröffentlichung: 5. Dezember 1973  |
| 1974 | Open Up Ridin’ the Storm Out                                        | — | — | — | — | — | Erstveröffentlichung: 17. Mai 1974      |
| 1974 | Throw the Chains Away Lost in a Dream                               | — | — | — | — | — | Erstveröffentlichung: Dezember 1974     |
| 1975 | Out of Control This Time We Mean It                                 | — | — | — | — | — | Erstveröffentlichung: 17. Juli 1975     |
| 1975 | Headed for a Fall This Time We Mean It                              | — | — | — | — | — | Erstveröffentlichung: 30. November 1975 |
| 1976 | Keep Pushin’ R.E.O.                                                 | — | — | — | — | — | Erstveröffentlichung: 13. Juli 1976     |
| 1977 | Ridin’ the Storm Out (Live) Live: You Get What You Play For         | — | — | — | — | US94 (3 Wo.)US | Erstveröffentlichung: 24. März 1977     |
| 1977 | Keep Pushin’ (Live) Live: You Get What You Play For                 | — | — | — | — | — | Erstveröffentlichung: Oktober 1977      |
| 1978 | Roll with the Changes You Can Tune a Piano, But You Can’t Tuna Fish | — | — | — | — | US58 (11 Wo.)US | Erstveröffentlichung: 3. April 1978     |
| 1978 | Time for Me to Fly You Can Tune a Piano, But You Can’t Tuna Fish    | — | — | — | — | US56 (13 Wo.)US | Erstveröffentlichung: Juli 1978         |
| 1979 | Easy Money Nine Lives                                               | — | — | — | — | — | Erstveröffentlichung: August 1979       |
| 1979 | Only the Strong Survive Nine Lives                                  | — | — | — | — | — | Erstveröffentlichung: 5. Oktober 1979   |
| 1980 | Keep On Loving You Hi Infidelity                                    | DE15 (20 Wo.)DE | — | CH4 (10 Wo.)CH | UK7 Gold · (14 Wo.)UK | US1 Platin · (28 Wo.)US | Erstveröffentlichung: 4. November 1980  |
| 1981 | Take It on the Run Hi Infidelity                                    | DE55 (7 Wo.)DE | — | — | UK19 (14 Wo.)UK | US5 Gold · (20 Wo.)US | Erstveröffentlichung: 7. März 1981      |
| 1981 | Don’t Let Him Go Hi Infidelity                                      | — | — | — | — | US24 (14 Wo.)US | Erstveröffentlichung: 19. Mai 1981      |
| 1981 | In Your Letter Hi Infidelity                                        | — | — | — | — | US20 (13 Wo.)US | Erstveröffentlichung: Juli 1981         |
| 1982 | Keep the Fire Burnin’ Good Trouble                                  | DE68 (4 Wo.)DE | — | — | — | US7 (16 Wo.)US | Erstveröffentlichung: Juni 1982         |
| 1982 | Sweet Time Good Trouble                                             | — | — | — | — | US26 (14 Wo.)US | Erstveröffentlichung: August 1982       |
| 1982 | The Key Good Trouble                                                | — | — | — | — | — | Erstveröffentlichung: 2. November 1982  |
| 1984 | I Do Wanna Know Wheels Are Turnin’                                  | — | — | — | — | US29 (13 Wo.)US | Erstveröffentlichung: Oktober 1984      |
| 1984 | Can’t Fight This Feeling Wheels Are Turnin’                         | DE34 (11 Wo.)DE | — | — | UK16 Platin · (12 Wo.)UK | US1 Gold · (18 Wo.)US | Erstveröffentlichung: Oktober 1984      |
| 1985 | One Lonely Night Wheels Are Turnin’                                 | — | — | — | — | US19 (16 Wo.)US | Erstveröffentlichung: März 1985         |
| 1985 | Live Every Moment Wheels Are Turnin’                                | — | — | — | — | US34 (11 Wo.)US | Erstveröffentlichung: Juli 1985         |
| 1985 | Wherever You’re Goin’ (It’s Alright) Best Foot Forward              | — | — | — | — | — | Erstveröffentlichung: Oktober 1985      |
| 1987 | That Ain’t Love Life As We Know It                                  | — | — | — | — | US16 (14 Wo.)US | Erstveröffentlichung: Januar 1987       |
| 1987 | Variety Tonight Life As We Know It                                  | — | — | — | — | US60 (9 Wo.)US | Erstveröffentlichung: April 1987        |
| 1987 | In My Dreams Life As We Know It                                     | — | — | — | — | US55 (30 Wo.)US | Erstveröffentlichung: Juli 1987         |
| 1988 | Here with Me The Hits                                               | — | — | — | — | US20 (19 Wo.)US | Erstveröffentlichung: Juni 1988         |
| 1988 | I Don’t Want To Lose You The Hits                                   | — | — | — | — | — | Erstveröffentlichung: November 1988     |
| 1990 | Love Is a Rock The Earth, a Small Man, His Dog and a Chicken        | — | — | — | — | US65 (6 Wo.)US | Erstveröffentlichung: September 1990    |
| 1990 | Live It Up The Earth, a Small Man, His Dog and a Chicken            | — | — | — | — | — | Erstveröffentlichung: 1990              |
| 1996 | Building the Bridge                                                 | — | — | — | — | — | Erstveröffentlichung: 1996              |

grau schraffiert: keine Chartdaten aus diesem Jahr verfügbar

## Statistik

### Chartauswertung
|                     | DE    | AT    | CH    | UK    | US     |
| ------------------- | ----- | ----- | ----- | ----- | ------ |
| Nummer-eins-Alben   | DE—DE | AT—AT | CH—CH | UK—UK | US1US  |
| Top-10-Alben        | DE—DE | AT—AT | CH—CH | UK1UK | US3US  |
| Alben in den Charts | DE2DE | AT—AT | CH1CH | UK2UK | US13US |

|                       | DE    | AT    | CH    | UK    | US     |
| --------------------- | ----- | ----- | ----- | ----- | ------ |
| Nummer-eins-Singles   | DE—DE | AT—AT | CH—CH | UK—UK | US2US  |
| Top-10-Singles        | DE—DE | AT—AT | CH1CH | UK1UK | US4US  |
| Singles in den Charts | DE4DE | AT—AT | CH1CH | UK3UK | US18US |

### Auszeichnungen für Musikverkäufe
| Goldene Schallplatte - Kanada - 1985: für die Single Can’t Fight This Feeling Platin-Schallplatte - Kanada - 1985: für das Album Wheels Are Turnin’ - Neuseeland - 2022: für die Single Keep On Loving You - 2023: für die Single Can’t Fight This Feeling | 5× Platin-Schallplatte - Kanada - 1983: für das Album Hi Infidelity |

Anmerkung: Auszeichnungen in Ländern aus den Charttabellen bzw. Chartboxen sind in ebendiesen zu finden.
| Land/RegionAuszeichnungen für Musikverkäufe (Land/Region, Auszeichnungen, Verkäufe, Quellen) | Silber     | Gold       | Platin       | Diamant  | Verkäufe   | Quellen          |
| -------------------------------------------------------------------------------------------- | ---------- | ---------- | ------------ | -------- | ---------- | ---------------- |
| Kanada (MC)                                                                                  | —          | Gold1      | 6× Platin6   | —        | 650.000    | musiccanada.com  |
| Neuseeland (RMNZ)                                                                            | —          | —          | 2× Platin2   | —        | 60.000     | radioscope.co.nz |
| Vereinigte Staaten (RIAA)                                                                    | —          | 7× Gold7   | 13× Platin13 | Diamant1 | 26.500.000 | riaa.com         |
| Vereinigtes Königreich (BPI)                                                                 | 2× Silber2 | 2× Gold2   | Platin1      | —        | 1.220.000  | bpi.co.uk        |
| Insgesamt                                                                                    | 2× Silber2 | 10× Gold10 | 22× Platin22 | Diamant1 |            |                  |